# Селекційний (Курська область)
Селекційний (рос. Селекционный) — селище в Льговському районі Курської області Російської Федерації.
Населення становить 961 особу. Входить до складу муніципального утворення Селекційна сільрада.

## Історія
Населений пункт розташований на території українського етнічного та культурного краю Східна Слобожанщина.
Від 2004 року входить до складу муніципального утворення Селекційна сільрада.

## Населення
| 2002 | 2010 |
| ---- | ---- |
| 1173 | ↘961 |